# Otto Loder
Otto Loder (15. September 1894 – 30. Oktober 1980) war einer der ersten sozialdemokratischen Mitglieder des Gemeinderats (Exekutive) der Stadt Thun (Schweiz), der erste Trinkerfürsorger des Amts Thun sowie Präsident und Gründungsmitglied der Gemeinnützigen Bau- und Wohngenossenschaft Freistatt in Thun, damals die erste Wohnbaugenossenschaft der Stadt. 1927 wechselte er als Trinkerfürsorger vom Amt Thun in die Stadt Bern und zog sich aus der Politik zurück. Im Rahmen seiner Tätigkeit beim Aufbau und der Weiterentwicklung der Trinkerfürsorge in Thun und Bern ist er zudem ein Pionier der modernen Sozialen Arbeit. Zudem war er Gründungsmitglied der ersten Pfadfinderabteilung im Raum Thun-Steffisburg, heute Pfadi Verband Kyburg.

## Kindheit, Jugend und Ausbildung
Otto kam als zehntes Kind von Jakob Loder und Marie von Gunten in Heimberg (Gemeinde Steffisburg) zur Welt. Bei seiner Geburt lebten noch fünf seiner Geschwister. Der Vater war Mühlebauer und Mechaniker und arbeitet in Thun in den eidgenössischen Militärwerkstätten. Die Familie besass ein Haus mit etwas Land, das jedoch bei Hochwasser überschwemmt wurde. Die Familie Loder weist die typischen Sozialstruktur der frühen Industriearbeiterschaft in Thun auf: Sie besass ein Haus mit etwas Land, das jedoch zu geringe Einkünfte abwarf, weshalb zusätzlich in der Industrie gearbeitet wurde. Dieser Typus Arbeiter wurde in der Schweiz auch als "Ruckseckli-Bauern" bezeichnet.
Kurz nach der Geburt von Otto starb der Vater in einem Krankenhaus in Genf, vermutlich an Tuberkulose. Die Gemeinde Heimberg bevormundete die Mutter und verkaufte das Haus der Familie. Der Erlös daraus wurde in die Armenkasse der Gemeinde übertragen. Otto lebte vier Jahre bei seiner Mutter, danach kam er zu einer Pflegefamilie. Mit der Schulpflicht wurde er von der Gemeinde Steffisburg als Verdingkind einer Bauernfamilie gegeben. Die Verdingkinder der Gemeinde Steffisburg wurden jährlich an einer Gemeindeversammlung an jene Familien verdingt, welche am wenigsten Geld von der Gemeinde forderten. Im Gegenzug wurden die Verdingkinder als Arbeitskräfte ausgebeutet, elementare kindliche Bedürfnisse von Nähe, Geborgenheit und Sicherheit erlebten Verdingkinder kaum.
Mit 16 Jahren begann Otto Loder in Thun eine Lehre als Schlosser und lebte bei seinem Lehrmeister. Während seiner Lehrzeit war er Gründungsmitglied der ersten Pfadfindergruppierung im Raum Thun, woraus sich der heutige Pfadi Verband Kyburg gebildet hat. Nach der Lehrzeit ging er 1914 auf die Walz. Wegen des Ausbruchs des Ersten Weltkriegs wurde er jedoch in Basel am Grenzübertritt nach Deutschland gehindert und in den Militärdienst eingezogen. Zwischen den Aktivdienst-Phasen arbeitete Loder unter anderem in den eidgenössischen Militärwerkstätten in Thun. Als Schlosser und Arbeiter in den eidgenössischen Militärwerkstätten war er auch ein damals typisches Mitglied der Arbeiterunion Thun (später Sozialdemokratische Partei Thun).

## Sozialpolitisches Engagement
Otto Loder sah in seinem Umfeld die verheerenden sozialen und ökonomischen Folgen des Alkoholismus, der weit verbreitet war in der Arbeiterschaft. Persönlich verzichtete er deshalb auf den Konsum von Alkohol (Abstinenz). Otto Loder war Mitglied des Sozialistischen Abstinentenbunds der Schweiz und gründete eine Sektion in Thun.
Die gestiegenen Preise und die fehlenden Lohnfortzahlungen während des Militärdienst führten während des Ersten Weltkriegs zu einer Verarmung der ärmeren Bevölkerung der Schweiz. Daraus resultierten vor allem von der Arbeiterschaft organisierte Kundgebungen und Streiks, die sich gegen Kriegsende häuften. Der Höhepunkt bildete der so genannte Landesstreik 1918, bei dem auch die Arbeiterunion in Thun mitmachte und an dem sich auch Otto Loder beteiligte.
1919 kandidierte Otto Loder für die Arbeiterunion (Sozialdemokratische Partei) für den Gemeinderat (Exekutive) von Thun. Neu war bei dieser Wahl, dass die Exekutive von vorher 15 auf neu 7 Sitze verkleinert worden war. Die Bürgerlichen und die Arbeiterunion einigten sich darauf, auf einen Wahlkampf zu verzichten und teilten sich die Sitze auf: Zwei Sitze für die Arbeiterunion, fünf Sitze für die Liberalen. Für die Sozialdemokraten wurden 1919 der Notar Paul Dübi und Otto Loder in den Gemeinderat gewählt. Sein sozialpolitisches Engagement zeigt sich vor allem in der Trinkerfürsorge und der Wohnbaupolitik.
Kurz nach seinem Amtsantritt als Gemeinderat wurde neu das Amt des Trinkerfürsorgers im Amt Thun geschaffen und Otto Loder übernahm dieses Amt. Die neu geschaffene staatliche Trinkerfürsorge sollte ein professionelles und konfessionsneutrales Pendant zum damals bereits bestehenden Blauen Kreuz darstellen. In der Funktion als Trinkerfürsorg kümmerte sich Otto Loder um die durch den Alkoholismus sozial und ökonomisch in Bedrängnis geratenen Familien. Da der Alkoholmissbrauch mit hochprozentigen Spirituosen – oft günstiger Kartoffelschnaps – bereits im Jugendalter begann, initiierte er auch erste Sensibilisierungs- und Präventionskampagnen an Schulen in Thun. Privat entwickelte er einen Apparat zur Sterilisierung von Most. Acht Exemplare dieses Apparats verkauft Loder an schweizerische Abstinenten-Organisationen. Die Mostproduktion war in der Zwischenkriegszeit ein gesellschaftspolitischer Trend in der Schweiz, um Obst zu verwerten und zu verhindern, dass damit hochprozentiger Alkohol produziert wurde.
Die gestiegenen Rohstoffpreise und Engpässe hatten während des Ersten Weltkriegs in der Schweiz zu einer reduzierten Wohnbautätigkeit geführt, gleichzeitig war die Bevölkerung weiter gewachsen. Daraus resultierte ein Wohnungsmangel, der sich in den wachsenden Industriestädten wie Thun zu einer akuten Wohnungsnot entwickelte. 1921 initiierte die Arbeiterunion Thun die Gründung der ersten Wohnbaugenossenschaft in Thun, die 1922 gegründet wurde: Die Gemeinnützige Bau- und Wohngenossenschaft Freistatt. Otto Loder war Mitinitiant und von Beginn an Vorstandsmitglied dieser Wohnbaugenossenschaft. Mit Unterstützung des Gemeinderats und des Stadtbauamts konnte die Wohnbaugenossenschaft in den darauf folgenden Jahren realisiert werden, wobei Otto Loder die prägende Figur war. Als Trinkerfürsorger sorgte er zudem dafür, dass Bedürftige Familien in Thun in der Freistatt eine Wohnung bekamen. Dem Geist der Trinkerfürsorge entsprechend, war damals gemäss Statuten der Gemeinnützigen Bau- und Wohngenossenschaft Freistatt auch der Verkauf von Alkohol auf dem Genossenschaftsgelände verboten.
1927 wechselte Otto Loder als Trinkerfürsorger in den Dienst der Stadt Bern. Dies war mit einem Umzug nach Bern verbunden, er trat als Gemeinderat in Thun und auch als Vorstandsmitglied der Gemeinnützigen Bau- und Wohngenossenschaft Freistatt zurück. Als Trinkerfürsorger in Bern war ihm eine Tätigkeit in einem politischen Amt untersagt. Sein sozialpolitisches Engagement bestand bis zu seiner Pensionierung darin, die Soziale Arbeit im Bereich der Trinkerfürsorge zu professionalisieren und auszubauen, wobei er auch für den Aufbau von Schulungen verantwortlich war. Dazu gehörte auch sein Engagement im bernischen und schweizerischen Fachverbands für Alkoholfürsorge. In diesem Rahmen war er Autor und Herausgeber einiger Informationsschriften zur Bekämpfung des Alkoholmissbrauchs.

## Familie und Varia
1919 heiratete er Luise Gasser (1899-1969), gelernte Damenschneiderin. Das Paar hatte fünf Kinder, wovon das zweite 1930 an Diphtherie starb.